# Gervas John Mwasikwabhila Nyaisonga
Gervas John Mwasikwabhila Nyaisonga (Bunda, 3 novembre 1966) è un arcivescovo cattolico tanzaniano, dal 21 dicembre 2018 arcivescovo metropolita di Mbeya.

## Biografia
Gervas John Mwasikwabhila Nyaisonga è nato a Bunda il 3 novembre 1966.

### Formazione e ministero sacerdotale
Dal 1976 al 1982 ha frequentato la Mwenge Primary School di Vwawa. Nel 1983 è entrato nel seminario minore "San Giuseppe" di Kaengesa, dove ha iniziato gli studi secondari che, dal 1986 ha proseguito nella Sangu Secondary School di Mbeya. Nel 1989 è entrato nel seminario maggiore filosofico di Kibosho e dal 1991 ha proseguito gli studi di teologia nel seminario "San Carlo Lwanga" di Dar-es-Salaam.
L'11 luglio 1996 è stato ordinato presbitero per la diocesi di Mbeya. In seguito è stato vicario parrocchiale a Itumba, direttore diocesano degli scout e insegnante e direttore spirituale al seminario minore di Mbalizi fino al 1998. Dal 1998 al 2001 ha studiato per il Bachelor of Arts in scienze dell'educazione presso l'Università di Dar-es-Salaam. In quel periodo è stato responsabile regionale degli scout della regione di Mbeya. Dal 2001 al 2006 ha prestato servizio come insegnante e direttore della Pandahill Secondary School. Dal 2006 al 2009 ha studiato per il Master of Arts presso la Facoltà di arti e scienze sociali dell'Università di Dar-es-Salaam. Dal 2009 è stato assistente lettore la St. Augustine University of Tanzania.

### Ministero episcopale
Il 9 gennaio 2011 da papa Benedetto XVI lo ha nominato vescovo di Dodoma. Ha ricevuto l'ordinazione episcopale il 19 marzo successivo nella cattedrale di San Paolo della Croce a Dodoma dal cardinale Polycarp Pengo, arcivescovo metropolita di Dar-es-Salaam, co-consacranti l'Mwanza Jude Thaddaeus Ruwa'ichi e il vescovo di Mbeya Evaristo Marc Chengula. Durante la stessa celebrazione ha preso possesso della diocesi.
Il 17 febbraio 2014 papa Francesco lo ha nominato vescovo di Mpanda. Ha preso possesso della diocesi il 4 maggio successivo.
Nell'aprile del 2014 ha compiuto la visita ad limina.
Dal 23 giugno 2018 al giugno del 2024 è stato presidente della Conferenza episcopale della Tanzania.
Il 21 dicembre 2018 lo stesso papa Francesco lo ha nominato arcivescovo metropolita di Mbeya.

## Genealogia episcopale
La genealogia episcopale è:
- Cardinale Scipione Rebiba
- Cardinale Giulio Antonio Santori
- Cardinale Girolamo Bernerio, O.P.
- Arcivescovo Galeazzo Sanvitale
- Cardinale Ludovico Ludovisi
- Cardinale Luigi Caetani
- Cardinale Ulderico Carpegna
- Cardinale Paluzzo Paluzzi Altieri degli Albertoni
- Papa Benedetto XIII
- Papa Benedetto XIV
- Papa Clemente XIII
- Cardinale Enrico Benedetto Stuart
- Papa Leone XII
- Cardinale Chiarissimo Falconieri Mellini
- Cardinale Camillo Di Pietro
- Cardinale Mieczysław Halka Ledóchowski
- Cardinale Jan Maurycy Paweł Puzyna de Kosielsko
- Arcivescovo Józef Bilczewski
- Arcivescovo Bolesław Twardowski
- Arcivescovo Eugeniusz Baziak
- Papa Giovanni Paolo II
- Cardinale Polycarp Pengo
- Arcivescovo Gervas John Mwasikwabhila Nyaisonga